# Jung-Lübeck
Jung-Lübeck ist die Sammelbezeichnung für einen Freundeskreis von Persönlichkeiten der Lübecker Geschichte, die sich in der ersten Hälfte des 19. Jahrhunderts das Ziel gesetzt hatten, die seit den Befreiungskriegen vorherrschende gesellschaftliche und politische Restauration im Stadtstaat aufzubrechen und das Gemeinwesen so zu liberalisieren.
Im Unterschied zu anderen Erneuerungsbewegungen dieser Zeit, wie dem Jungen Deutschland, hat sich die Lübecker Gruppe allerdings nie selbst als Jung-Lübeck bezeichnet, sondern ist später von Historikern so benannt worden.

## Mitglieder
Zu den Führungspersönlichkeiten dieses Ende der 1830er-Jahre entstandenen Freundeskreises gehörten die späteren Lübecker Bürgermeister Heinrich Theodor Behn und Theodor Curtius, aber auch der Dichter Emanuel Geibel als „Herold der deutschen Einheitssehnsucht“. Nach Theodor Curtius ging es dem Kreis darum, „in den alten Schlendrian ein Loch zu machen.“ Aus dem Kreis der Lehrerschaft des Katharineums waren Ernst Deecke und Carl Heinrich Dettmer gemeinsam mit Theodor Curtius und dem Leiter der Ernestinenschule Carl Friedrich Wehrmann in der Redaktion der Neuen Lübeckischen Blätter verbunden, die der Gesellschaft zur Beförderung gemeinnütziger Tätigkeit nahestehend zum Sprachrohr von Jung-Lübeck wurden, zu dem auch der Professor am Katharineum Gustav Evers sowie Heinrich Theodor Behn mit erheblichen Textbeiträgen beitrugen. Es gelang ihnen, gemeinsam mit einem großen akademischen Freundeskreis die ehemals bedeutsame Handelsstadt aus einer relativen Bedeutungslosigkeit wieder in das Bewusstsein der deutschen Öffentlichkeit zu schreiben.

## Ziele
Hauptanliegen war einerseits die Änderung der Verfassung Lübecks, die mit dem Lübischen Recht seit dem Mittelalter noch keine grundlegende Anpassung an neuzeitliche Vorstellungen der Staatsorganisation erfahren hatte. Zum anderen galt es, eine lang anhaltende Rezession zu überwinden. Der wirtschaftlichen Rezession in der Stadt begegnete diese Gruppe mit einer Vielzahl von Veröffentlichungen, mit denen in ganz Deutschland um Aufmerksamkeit für die nach der Franzosenzeit finanziell ausgeblutete Stadt geworben wurde, deren wirtschaftliche Lage durch die neue Geographie nach dem Wiener Kongress weiter verschlechtert wurde.
Die Stadt war mit ihren Verkehrsverbindungen von und nach Hamburg und den Gebieten südlich der Elbe durch das dänisch gewordene Herzogtum Lauenburg wie auch das gleichfalls dänische Holstein abgeschnitten. Der Bau der Eisenbahn wurde so von der Regierung des Gesamtstaats in Kopenhagen zunächst verhindert und der Landtransport genauso wie der Verkehr auf dem Stecknitz-Kanal mit hohen Transitzöllen belegt. Das von der Gruppe vertretene liberale Gedankengut machte Lübeck als Stadt zu einem Symbolort des Vormärz, dessen Bedeutung durch das große Sängerfest und den Germanistentag (1847) unter Leitung der Brüder Grimm herausgestellt wurde.
Drei Tage vor der ersten dieser beiden demonstrativ gedachten Veranstaltungen erteilte Dänemark unter dem sich aufbauenden Druck dann die Genehmigung zum Bau der Lübeck-Büchener Eisenbahn. Heinrich von Treitschke bezeichnete die Germanistenversammlung in Lübeck als einen „geistigen Landtag des deutschen Volkes“. Der von der Gruppe Jung-Lübeck ausgehende Modernisierungsdruck führte dazu, dass bereits ab 1843 in Lübeck an einer neuzeitlichen Verfassung gearbeitet wurde, die vom Senat 1848 in Kraft gesetzt werden konnte, so dass der revolutionäre Druck dieses Jahres im Verhältnis zu den meisten anderen deutschen Staaten gering blieb (Lübecker Bürgerschaft 1848/1849). Politische Folge dieses Wirkens war auch die Abschaffung des von Dänemark erhobenen Sundzolls 1857.

## Weitere Personen
Zu den weiteren Mitgliedern dieser Gruppe gehörten Ernst und Georg Curtius, Carl Alexander von Duhn, Friedrich Krüger, Wilhelm Mantels, Marcus Niebuhr, Christian Gerhard Overbeck, Carl Wilhelm Pauli, Ferdinand Röse, Kurd von Schlözer, der Jurist Johann Heinrich Thöl und der Historiker Wilhelm Wattenbach.